# Nora Aliti
Nora Aliti (mac. Нора Алити; ur. 2 marca 1984 w Tetowie) – północnomacedońska polityczka pochodzenia albańskiego, w latach 2014–2016 deputowana do Zgromadzenia Republiki Macedonii z ramienia Demokratycznego Związku na rzecz Integracji.